# 齿口蜗牛属
齿口蜗牛属为扭轴蜗牛科的一種會呼吸空氣的陸地有肺目腹足綱軟體動物，特徵為其殼口都圍繞長了多顆殼齒。本屬亦是齒口蝸牛亞科（Odontartemoninae）的模式屬。

## 分佈
本屬物種分佈於下列各處：
- 西非[3]
- 東亞

## 物種
以下為部分本屬物種：
- Odontartemon distortus I.H. Jonas, 1847
- 紅齒口蝸牛 Odontartemon fuchsianus (P.V. Gredler, 1881)[5]
- Odontartemon (Discartemon) nummus Laidlaw, 1929
- Odontartemon schomburgi Yen, 1939

以下原為本屬物種，現時已劃歸其他屬：
- 宽肋齒口蝸牛 Odontartemon costulatus：現作宽肋单齿螺（Haploptychius costulatus）
- 西方齒口蝸牛 Odontartemon occidentalis：現作西方单齿螺（Haploptychius occidentalis）
- 中華齒口蝸牛 Odontartemon sinensis：現作中华单齿螺（Haploptychius sinensis）[6]
- Odontartemon tridens：現作Indoartemon tridens (Möllendorff, 1898)